# Округ Доџ (Минесота)
Доџ (енгл. Dodge County) је округ у америчкој савезној држави Минесота.

## Демографија
По попису из 2010. године број становника је 20.087, што је 2.356 (13,3%) становника више него 2000. године.
| Група             | 2000.          | 2010.          |
| Белци             | 16.974 (95,7%) | 18.780 (93,5%) |
| Афроамериканци    | 35 (0,2%)      | 60 (0,3%)      |
| Азијати           | 73 (0,4%)      | 90 (0,4%)      |
| Хиспаноамериканци | 530 (3,0%)     | 915 (4,6%)     |
| Укупно            | 17.731         | 20.087         |